# Incidente entre Israel e Irán de mayo de 2018
Los enfrentamientos entre Israel e Irán en mayo de 2018 fueron una serie de breves enfrentamientos militares entre las fuerzas israelíes e iraníes en Siria. El 10 de mayo de 2018 el ejército israelí declaró que las fuerzas iraníes en Siria lanzaron 20 cohetes contra las posiciones del ejército israelí en los Altos del Golán. Según las Fuerzas de Defensa de Israel (FDI), algunos misiles fueron interceptados por el sistema israelí de Cúpula de Hierro, mientras que algunos quedaron cortos en territorio sirio. Después de esto, Israel lanzó un extenso ataque en Siria contra objetivos iraníes, llamado Operación Casa de las Cartas, contra las bases militares iraníes en Siria. Irán negó los reclamos israelíes, afirmando que ni había disparado cohetes contra Israel ni tenía bases militares en Siria, aunque otros informes indicaron que los primeros lanzamientos de misiles iraníes se realizaron sin el conocimiento del gobierno sirio.
El enfrentamiento se produjo durante el aumento de las tensiones entre Israel y las fuerzas iraníes en Siria, incluidas las amenazas del líder de la Fuerza Quds de Irán en Siria, Qasem Soleimani, de atacar a Israel. Los incidentes también se produjeron un día después de que Estados Unidos anunciara que se retiraba del acuerdo nuclear iraní.

## Antecedentes
El 10 de febrero de 2018, un F-16I israelí fue derribado por las defensas aéreas sirias después de realizar un ataque aéreo contra posiciones respaldadas por Irán dentro del territorio sirio. El avión era parte de un envío aéreo israelí más grande que Israel dijo fue enviado en respuesta a la detección de un avión no tripulado iraní que entraba en el espacio aéreo israelí. Dos horas después del derribo del avión, Israel comenzó a atacar objetivos adicionales dentro de Siria, incluidos los sitios de defensa aérea.
El 9 de abril, un avión israelí atacó la base aérea T-4 en la provincia siria de Homs, matando a 14 soldados, incluidos siete iraníes, dos días después de que el gobierno sirio informara de un ataque químico. El 30 de abril de 2018, el primer ministro israelí, Benjamín Netanyahu, acusó a Irán de seguir un programa de desarrollo de armas nucleares.
El 8 de mayo de 2018, el presidente de los Estados Unidos, Donald Trump, anunció que los Estados Unidos se retirarían del Plan de Acción Integral Conjunto. El mismo día, ataques aéreos israelíes atacaron posiciones del ejército sirio en el área meridional de Damasco en Al-Kiswah, matando a 15 personas, incluidos ocho iraníes, según el Observatorio Sirio de Derechos Humanos. Según los informes, los objetivos eran lanzadores de cohetes iraníes dirigidos al territorio israelí.

## Operaciones
El 10 de mayo, las fuerzas iraníes en el lado sirio de los Altos del Golán dispararon al parecer alrededor de 20 cohetes Fajr-5 hacia posiciones del ejército israelí, aunque no hubo daños ni heridos. Abolfazl Hassanbeigi, vicepresidente del Consejo Supremo de Seguridad Nacional de Irán, negó que Irán estuviera detrás del ataque con cohetes contra Israel y afirmó que «Teherán no tiene nada que ver con los misiles lanzados contra Israel desde Siria la noche del miércoles». Según la cadena de noticias Fox News, el bombardeo de misiles iraníes se realizó sin la notificación del gobierno sirio. Fares Shehabi, miembro del Parlamento sirio, dijo que «fue Siria quien lanzó 50 misiles, no 20 según lo afirmó IDF». Un video publicado por la IDF a través de Twitter mostró un BM-30 Smerch siendo alcanzado, sistema que es operado por las Fuerzas Armadas de Siria.
El ejército israelí declaró que, en respuesta, lanzó la «Operación Cámara de Cartas», el «ataque más extenso en Siria en décadas», atacando a docenas de supuestos objetivos iraníes. Según el Ministerio de Defensa de Rusia, esto involucró 28 aviones de guerra y el disparo de 70 misiles. La Fuerza Aérea de Israel atacó baterías de defensa aérea sirias (SA-5, SA-2, SA-22, SA-17) pertenecientes al ejército sirio, que dispararon misiles tierra-aire contra aviones de guerra israelíes. El Observatorio Sirio de Derechos Humanos con sede en Gran Bretaña estimó que al menos 23 soldados murieron en ataques israelíes, cinco sirios y dieciocho «extranjeros». El IDF estimó que casi toda la infraestructura iraní en Siria fue alcanzada.